# Instrukcja eksploatacji
Instrukcja eksploatacji – jest to instrukcja określająca procedury i zasady wykonywania czynności niezbędnych dla bezpiecznego wykonywania pracy przy urządzeniach technicznych (np. urządzeniach elektroenergetycznych). Instrukcje opracowuje się na podstawie przepisów oraz dokumentacji producenta.
W rozporządzeniu Ministra Gospodarki z dnia 28 marca 2013 roku (poz. 492) określono minimalną zawartość Instrukcji eksploatacji:
1. charakterystykę urządzeń energetycznych;
2. opis w niezbędnym zakresie układów automatyki, pomiarów, sygnalizacji, zabezpieczeń i sterowań;
3. zestaw rysunków, schematów i wykresów z opisami zgodnymi z obowiązującym nazewnictwem;
4. opis czynności związanych z uruchomieniem, obsługą w czasie pracy i zatrzymaniem urządzenia energetycznego w warunkach normalnej pracy tego urządzenia;
5. zasady postępowania w razie awarii oraz zakłóceń w pracy urządzenia;
6. wymagania w zakresie konserwacji, napraw, remontów urządzeń energetycznych oraz terminy przeprowadzania przeglądów, prób i pomiarów;
7. wymagania bezpieczeństwa i higieny pracy i przepisów przeciwpożarowych dla danej grupy urządzeń energetycznych, obiektów oraz wymagania kwalifikacyjne dla osób zajmujących się eksploatacją danego urządzenia;
8. identyfikację zagrożeń dla zdrowia i życia ludzkiego oraz dla środowiska naturalnego związanych z eksploatacją danego urządzenia energetycznego;
9. organizację prac eksploatacyjnych;
10. wymagania dotyczące środków ochrony zbiorowej lub indywidualnej, zapewnienia asekuracji, łączności oraz innych technicznych lub organizacyjnych środków ochrony stosowanych w celu ograniczenia ryzyka zawodowego, zwanych dalej „środkami ochronnymi”.

Prowadzący eksploatację zapewnia bieżącą aktualizację instrukcji.